# Gangi
Gangi (Ganci in siciliano) è un comune italiano di 5 981 abitanti della città metropolitana di Palermo in Sicilia.

## Geografia fisica

### Clima
| Gangi               | Mesi | Mesi | Mesi | Mesi | Mesi | Mesi | Mesi | Mesi | Mesi | Mesi | Mesi | Mesi | Stagioni | Stagioni | Stagioni | Stagioni | Anno |
| Gangi               | Gen  | Feb  | Mar  | Apr  | Mag  | Giu  | Lug  | Ago  | Set  | Ott  | Nov  | Dic  | Inv      | Pri      | Est      | Aut      | Anno |
| ------------------- | ---- | ---- | ---- | ---- | ---- | ---- | ---- | ---- | ---- | ---- | ---- | ---- | -------- | -------- | -------- | -------- | ---- |
| T. max. media (°C)  | 7,6  | 8,3  | 10,0 | 13,0 | 18,3 | 23,3 | 26,4 | 26,6 | 22,5 | 16,9 | 12,8 | 9,1  | 8,3      | 13,8     | 25,4     | 17,4     | 16,2 |
| T. min. media (°C)  | 3,4  | 3,2  | 4,5  | 6,7  | 10,8 | 15,1 | 17,9 | 18,4 | 15,4 | 11,4 | 7,8  | 5,0  | 3,9      | 7,3      | 17,1     | 11,5     | 10,0 |
| Precipitazioni (mm) | 62   | 49   | 47   | 36   | 25   | 10   | 10   | 16   | 39   | 74   | 66   | 61   | 172      | 108      | 36       | 179      | 495  |

## Storia

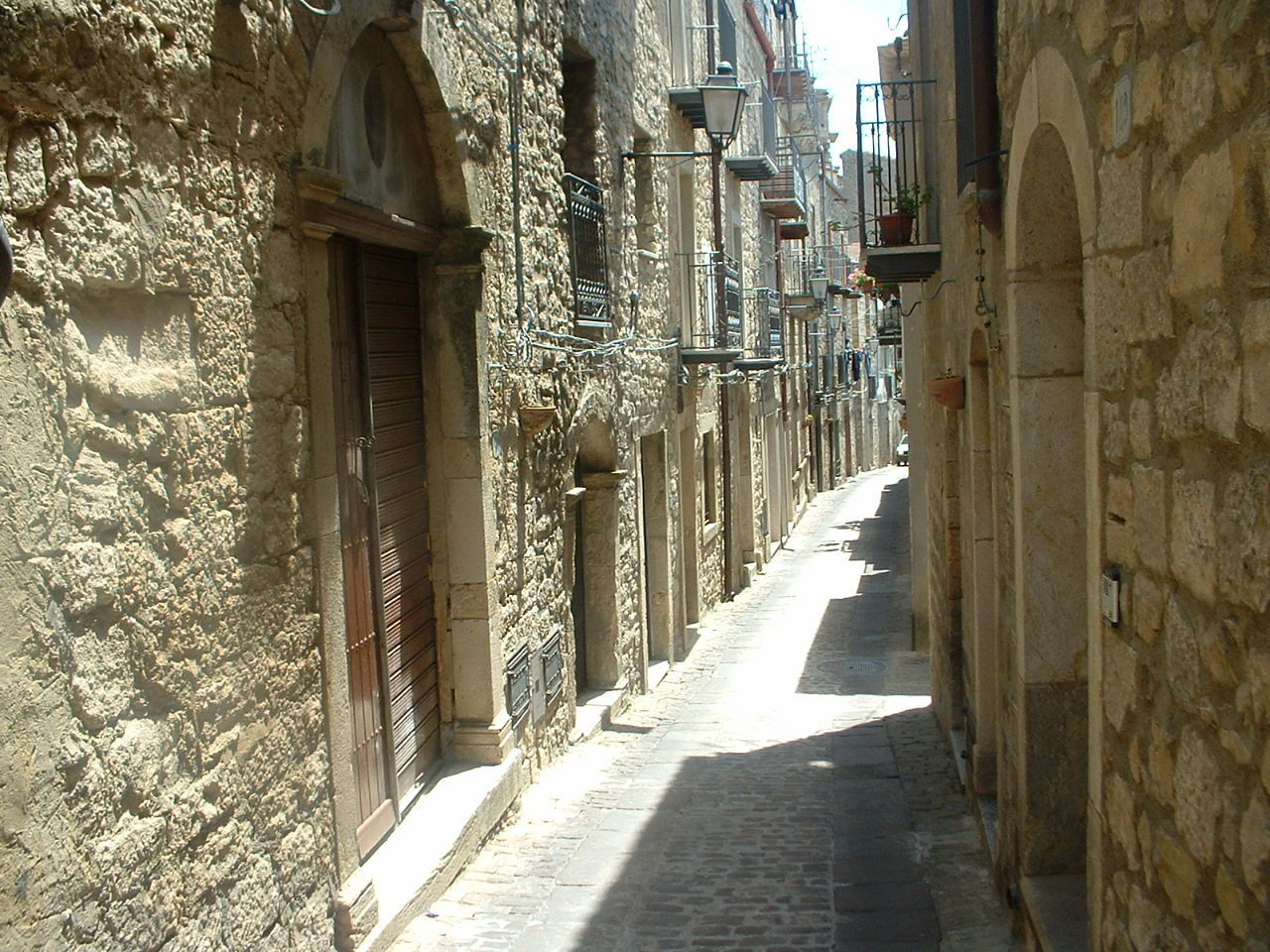
Scorcio del corso Giuseppe Fedele Vitale

Nel territorio di Gangi i ritrovamenti più antichi risalgono alla età del bronzo antica, nell'epoca caratterizzata dalla cultura di Castelluccio, come testimoniato da necropoli costituite da tombe a grotticella rinvenute nel sito di Serra del Vento e nelle contrade Regiovanni e Zappaiello, a circa dieci chilometri dall'attuale centro abitato.
A lungo fu identificata con la leggendaria città cretese di Engyon. Accreditati eruditi, studiosi di ieri e di oggi collocano Engio proprio dalle parti di Gangi (località di Gangivecchio o di Monte Alburchia). Alcune evidenze archeologiche appaiono confermare ciò.
Un'accreditata storiografia, di lunga data,  scrive della distruzione del paese avvenuta nel 1299 per opera di Federico III durante la guerra dei Vespri. Fu ricostruita su un monte vicino: il Marone.
I primi documenti storiografici attestano l'esistenza di Gangi (allora ubicata nel sito originario di contrada Gangivecchio) nel XII secolo. Fu poi compresa nei possedimenti della contea di Geraci: nel 1195 Enrico VI di Svevia, che nell'anno precedente aveva sottomesso la Sicilia e ne era stato incoronato re, assegnò alla famiglia de Craon, nella persona della contessa Guerrera, le divise pertinenti alla contea, i cui confini furono definiti includendo il territorio di Gangi.
Dal XIII secolo la contea di Geraci passò sotto la dominazione dei nobili Ventimiglia.
Dalla fine del XV secolo, Gangi, come il resto della Sicilia ormai parte dell'Impero spagnolo, fu soggetta all'Inquisizione. Qui fu torturato e giustiziato il priore dei benedettini di Gangivecchio.
A metà del XVI secolo i censimenti e i riveli indicano un numero di circa 4 000 abitanti, un migliaio di abitazioni e altrettanti nuclei familiari. Nel 1572 circa fu fondata la compagnia dei Bianchi che accoglieva gli elementi socialmente ed economicamente più in vista della società gangitana.
Nel 1625 un esponente della famiglia Graffeo Maniaci, acquistò dai Ventimiglia il territorio di Gangi, ottenendo nel 1629 il titolo di Principe di Gangi per concessione di Filippo IV di Spagna. Il titolo rimase ai Graffeo fino al 1652, quando passò per dote matrimoniale al principe di Valguarnera, la cui casata conservò il titolo fino al XIX secolo..  Nel Settecento furono fondate delle Accademie. La più nota fu quella degli Industriosi interna al mondo massonico. Fu costruita la Chiesa della Badia annessa al monastero delle benedettine su progetto di don Cataldo La Punzina arciprete della Chiesa di San Nicolò. Dal punto di vista socioeconomico si comincia a diffondere l'enfiteusi riguardante anche alcune terre della chiesa.
Il 1º gennaio 1926 il prefetto Cesare Mori compì quella che probabilmente fu la sua più famosa azione, e cioè quello che viene ricordato come l'assedio di Gangi, roccaforte di numerosi gruppi criminali. Con numerosi uomini dei Carabinieri e della polizia fece rastrellare il paese casa per casa, arrestando banditi, mafiosi e latitanti vari. I metodi attuati durante quest'azione furono particolarmente duri e Mori non esitò a usare donne e bambini come ostaggi per costringere i malavitosi ad arrendersi.

### Accademia degli Industriosi di Gangi
Ruggiero Di Castiglione scrive che nella seconda metà del Settecento, numerosi liberi muratori erano attivi in centri e consessi siciliani, tra cui l'Accademia degli Industriosi di Gangi, fondata dal barone Francesco Benedetto Bongiorno, la quale si riuniva proprio nel palazzo nobiliare di famiglia a Gangi. Nel primo giorno di ciascun mese (fatta eccezione per i periodi di ferie e di villeggiatura), gli accademici industriosi (con a capo Gandolfo Felice Bongiorno, principe dell'Accademia, protetti dall'arcivescovo giansenista di Messina Gabriello Maria Di Blasi) svolgevano la loro propaganda filogiansenistica (mediante accademie aperte a tutta la cittadinanza), in base a un calendario liturgico accademico (pubblicato in Rime degli Accademici Industriosi del 1769). Giuseppe Fedele Vitale era segretario dell'Accademia degli Industriosi di Gangi, accademico etneo sin dai tempi dei suoi studi in medicina a Catania, oltre che accademico ereino, del buongusto e arcade. L'Accademia dei Pastori Etnei era un noto centro di reclutamento di massoni e di divulgazione del pensiero latomico, e cioè massonico, che si riuniva a Catania, presso il palazzo nobiliare del "fratello" Ignazio Paternò Castello che l'aveva fondata. Si trattava della casa frequentata da Giuseppe Fedele Vitale, durante il suo soggiorno a Catania. Le finalità e il linguaggio massonico sono ben presenti a Palazzo Bongiorno: in alcuni chiari simboli (il Tabernacolo, il Tetragramma luminoso, il riferimento a Dio Uno, la testa del Pellicano, il Delta con l'occhio) visibili negli affreschi, nell'impianto iconografico dell'affresco la "Clementia Mundi: il VITRIOL", nell'affresco "Sic floret decoro decus: il comportamento decoroso nelle relazioni interpersonali, secondo Grazia Ragione e Giustizia". Quest'ultimo affresco, riprendendo il motto (Sic Floret decoro decus: "Così la bellezza rifulge per decoro") e i temi fondamentali della statua del Decoro della Cappella Sansevero di Napoli (fatta realizzare dal noto massone napoletano Raimondo di Sangro), si collega all'altro affresco di Palazzo Bongiorno "Iustitia et Pax osculatae sunt: il comportamento decoroso nelle relazioni interpersonali, secondo Grazia Ragione e Giustizia, genera la Pace sociale, mediante il Cuore". Evidentemente era uno strumento di diffusione e propaganda della dottrina massonica su basi gianseniste. I due mondi verso la metà del Settecento marciavano insieme e si incrociavano in una prospettiva anticurialista.

### Simboli
Lo stemma rappresenta un Minotauro che si ristora presso una fonte con riferimento alla leggenda che vuole che la città di Engyon (da cui sarebbe sorta un giorno Gangi) sia stata fondata da soldati cretesi su un bellissimo monte da cui sgorgava l'antico fiume Engio.
Il gonfalone è un drappo partito di bianco e di azzurro.

## Monumenti e luoghi d'interesse

### Architetture religiose

#### Duomo di San Nicola di Bari
La chiesa madre del paese sorge sulla piazza del paese ed è intitolata a San Nicola di Bari.
Sorse nel XIV secolo, con una struttura a navata singola poi ampliata nel corso del XVI e XVII secolo con la creazione di altre due navate.
All'interno sono custodite alcune statue di Filippo Quattrocchi, oltre al Giudizio Universale di Giuseppe Salerno. La chiesa ospita anche una macabra cripta detta 'fossa di parrini', dove si possono vedere le mummie dei preti che hanno prestato servizio a Gangi tra il 1725 e il 1872 e di alcuni laici.

#### Santuario dello Spirito Santo
Fu edificato dapprima come chiesa di Santa Caterina, inglobando un'edicola raffigurante Cristo Pantocratore (datata fra il XIII e il XIV secolo) che ne divenne il catino absidale.
Nel 1576 la chiesa fu oggetto di modifiche architettoniche e intitolata allo Spirito Santo. 
Nel Settecento gli interni vennero ridefiniti in stile tardo barocco.

#### Abbazia di Gangi Vecchio
Sorse nel 1363 come monastero benedettino di Santa Maria di Gangi Vecchio su un insediamento fortificato di epoca romana evolutosi in età tardo antica. Nel 1413 al monastero viene concesso il titolo di abbazia. Per almeno due secoli l'abbazia fu la realtà monastica benedettina più importante della Sicilia centro-settentrionale. 
Nel XVI secolo la struttura venne ristrutturata con una nuova facciata e furono realizzati diversi affreschi dal pittore Pietro de Bellio. 
Abbandonato dai monaci nel XVII secolo, diventò in epoca successiva residenza privata.

#### Chiesa del Santissimo Salvatore
La chiesa sorse nel XVII secolo su un edificio intitolato a San Filippo, e fu oggetto di ristrutturazione nei secoli successivi. 
All'interno sono custodite alcune opere tra cui il dipinto Spasimo di Sicilia di Giuseppe Salerno, datato 1612, le statue dell'Angelo Custode (1812) e di San Filippo Apostolo (1813) opera dello scultore Filippo Quattrocchi. Gli affreschi della volta sono opera di Salvatore Lo Caro, eseguiti nel 1810.

#### Chiesa di San Pietro o della Badia
Costruita nel XIV secolo, nacque come oratorio di San Pietro a uso dei monaci benedettini e in seguito delle monache di clausura. 
Nel XVIII secolo, per opera dell'arciprete don Cataldo La Punzina, l'edificio fu ricostruito dalle fondamenta. Nel 1728 su proposta ed espressa richiesta delle locali benedettine fu progettata dall'arciprete La Punzina la costruzione dell'odierna chiesa della Badia (secondo una recente scoperta d'archivio di Mario Siragusa datata 2011). Alla fine degli anni venti del Settecento incominciarono i relativi lavori. 
Sulla volta sono presenti affreschi allegorici, raffiguranti Fede, Carità e Giustizia, realizzati da Joseph Crestadoro nel 1796.

#### Chiesa della Madonna della Catena
Sorta tra il XIV e il XV secolo, prende il nome da un evento ritenuto miracoloso avvenuto a Palermo nel 1392, rappresentato in bassorilievo presente all'interno, sul piedistallo della statua in marmo dedicata alla Madonna. Nel 1647 venne ultimato il portale in pietra.

#### Chiesa di San Cataldo
Edificata nella prima metà del secolo XIV, presenta una navata centrale e due navate laterali, più piccole. Il portale presenta la data dell'ultimo rifacimento, avvenuto nel 1884. All'interno sono conservate diverse opere fra cui il Martirio dei diecimila Martiri di Giuseppe Salerno del 1618, la statua lignea di San Cataldo di Berto de Blasio, datata 1589 e la Madonna degli agonizzanti di Filippo Quattrocchi.

#### Chiesa di San Paolo
Edificata nel XV secolo come oratorio di San Paolo, fu ristrutturata nel 1812, come documentato dalla data incisa sull'altare, assumendo l'attuale struttura a tre navate. Degno di nota è il sistema di serliane che sostiene la navata centrale.

#### Chiesa di Santa Maria di Gesù
Risalente al XV secolo, è composta da una sola navata. Al suo interno si trovano alcune opere di Filippo Quattrocchi fra cui l'Annunciazione di Maria Vergine, considerata il suo capolavoro. Alla fine del Seicento si stabilì di costruire una guglia sulla sua torre campanaria, oggi non più esistente per problemi di tenuta strutturale. Nel Settecento e nel secolo successivo Gangi e le Madonie furono colpite da diversi sciami sismici in grado di minacciare la stabilità degli edifici laici e religiosi.

#### Chiesa e convento dei Cappuccini
Il Convento dei Cappuccini e la Chiesa di Santa Maria degli Angeli sono due strutture adiacenti, edificate tra il 1695 e il 1710, che insieme formano un unico fabbricato. La chiesa è a pianta rettangolare e contiene fregi e decorazioni lignee, opera dei frati del convento.

### Architetture civili

#### Palazzo Sgadari
Palazzo Sgadari è un edificio ottocentesco appartenuto alla famiglia omonima. Ospita il Museo Civico, la Pinacoteca Gianbecchina e il Museo delle armi.

#### Palazzo Bongiorno
Il palazzo venne edificato per volontà del barone Francesco Benedetto Bongiorno, a partire dai primi anni '40 del Settecento.

### Architetture militari

#### Castello di Gangi
Sorge fra la fine del XIII e i primi decenni del XIV secolo ad opera di Enrico Ventimiglia e viene completato probabilmente dal nipote Francesco I Ventimiglia, conte di Geraci e signore di Gangi. Il castello non fu dimora abituale per i Ventimiglia, che preferirono quello di Geraci e quello di Castelbuono. L'edificio, molto simile a quello di Castelbuono, appartenne alla famiglia Ventimiglia sino al 1625, anno in cui passò in possesso della famiglia Graffeo e qualche anno dopo alla famiglia Valguarnera.

#### Torre dei Ventimiglia
La cosiddetta "torre dei Ventimiglia" è un'antica torre feudale in stile tardo gotico, oggi campanile della adiacente chiesa madre di San Nicolò, edificata nella prima metà del XIV secolo sotto la signoria dei Conti di Geraci. Solo tra il XVI e il XVII secolo venne inglobata dall'edificio religioso. Appartenne tra l'età medievale e quella moderna anche ai cavalieri di Malta. È stata oggi per un equivoco interpretativo definita torre "civica". In realtà è una falsa attribuzione priva di fondamento storico.
La torre si eleva su due piani, più un terzo aggiunto in epoca ottocentesca. Nel XX secolo, la torre è interessata da restauri, completati infine nel 2005. Oggi erroneamente è stata identificata e classificata come torre civica.

#### Torre cilindrica
Poco distante dall'area che ospita il convento dei Cappuccini, la torre viene detta anche “saracena”. Di origine medioevale, ha le caratteristiche di una torre per il controllo del territorio. Sono ancora oggi visibili l'arco di accesso e le merlature.

#### Castello di Regiovanni
L'edificio, oggi fabbricato rurale, si trova a pochi chilometri a sud del centro abitato, addossato a una cresta rocciosa, alla quale è direttamente collegato: alcuni ambienti sono scavati nella stessa struttura rupestre.
La fortezza fu in epoca medioevale oggetto di diversi assedi nel contesto delle ribellioni contro gli aragonesi.

#### Masseria fortificata di Bordonaro Soprano
A pochi chilometri da Regiovanni è la masseria fortificata di Bordonaro Soprano, a circa 800 metri di altitudine. La torre merlata è tuttora esistente, a differenza delle mura e degli edifici, oggi diroccati.

## Società

### Evoluzione demografica
Abitanti censiti

All'inizio del XX secolo ci fu una massiccia emigrazione verso il Sudamerica. Nel secondo dopoguerra, come nel resto del sud d'Italia, si è innescato un lento ma costante processo di migrazione verso le regioni settentrionali, ancora oggi in corso.

### Tradizioni e folclore
La festa dello Spirito Santo si svolge il lunedì di Pentecoste, a seguito della novena. La processione, a cui partecipano circa 40 simulacri di Santi, si snoda per le vie cittadine fino ad arrivare al santuario. Le statue si fanno correre per tre volte sul sagrato e, fatte entrare in chiesa, si fanno prostrare dinnanzi all'immagine dello Spirito Santo.
San Cataldo è il protettore di Gangi, la festa si svolge il 10 maggio con la solenne processione e la visita di San Cataldo alle chiese cittadine.
La festa della Madonna Annunziata si svolge il 25 marzo presso la parrocchia di Santa Maria. Il simulacro dell'Annunziata, opera del Quattrocchi, è condotto in processione per le vie cittadine.
La Sagra della Spiga è una ricorrenza folkloristica locale che si svolge nel mese di agosto: si conclude la seconda domenica del mese con il corteo di Demetra e 'U Pisatu, una commedia scenica sulla vita rurale recitata in dialetto gangitano.

## Economia
L'economia locale è trainata dal settore primario. Particolare importanza ha infatti la coltivazione di cereali, ortaggi, ulivi, viti e agrumi. Di notevole importanza è anche l'allevamento, basato principalmente su bovini, suini e sulle attività legate alla pastorizia. L'industria locale è caratterizzata da realtà operanti soprattutto nell'agroalimentare, nell'edilizia e nella produzione del vetro. L'artigianato locale è invece valorizzato da numerose piccole botteghe spesso a conduzione familiare, specializzate nella realizzazione di tessuti, prodotti in ferro battuto e pietra.

### Turismo
Nel 2012 Gangi è stato riconosciuto Comune Gioiello d'Italia, dalla presidenza del Consiglio dei Ministri, dipartimento per gli affari regionali, turismo e sport e dall'Anci. Inoltre il comune è associato al circuito de I borghi più belli d'Italia ed è stato proclamato "Borgo dei borghi 2014". Ciò negli ultimi anni ha incrementato nettamente il numero di turisti che ogni anno raggiungono Gangi, contribuendo a generare profitti per le imprese locali che beneficiano del settore.

## Amministrazione
Di seguito è presentata una tabella relativa alle amministrazioni che si sono succedute in questo comune negli ultimi decenni.
| Periodo          | Periodo           | Primo cittadino           | Partito              | Carica              | Note   |
| ---------------- | ----------------- | ------------------------- | -------------------- | ------------------- | ------ |
| 16 novembre 1980 | 3 novembre 1981   | Gaetano Murè              | Democrazia Cristiana | Sindaco             |        |
| 3 novembre 1981  | 13 aprile 1985    | Pietro Restivo            | Democrazia Cristiana | Sindaco             |        |
| 13 aprile 1985   | 14 giugno 1988    | Giuseppe Ferraro          | Democrazia Cristiana | Sindaco             |        |
| 14 giugno 1988   | 17 settembre 1992 | Gaetano Murè              | Democrazia Cristiana | Sindaco             | [ 32 ] |
| 23 dicembre 1992 | 7 giugno 1993     | Pietro Fina               |                      | Comm. straordinario | [ 32 ] |
| 7 giugno 1993    | 1º dicembre 1997  | Liborio Miserendino       | lista civica         | Sindaco             | [ 32 ] |
| 1º dicembre 1997 | 28 maggio 2002    | Antonio Cigno             | lista civica         | Sindaco             | [ 32 ] |
| 28 maggio 2002   | 15 maggio 2007    | Antonio Cigno             | lista civica         | Sindaco             | [ 32 ] |
| 15 maggio 2007   | 8 maggio 2012     | Giuseppe Ferrarello       | lista civica         | Sindaco             | [ 32 ] |
| 8 maggio 2012    | 13 giugno 2017    | Giuseppe Ferrarello       | lista civica         | Sindaco             | [ 32 ] |
| 13 giugno 2017   | 13 giugno 2022    | Francesco Paolo Migliazzo | lista civica         | Sindaco             | [ 32 ] |
| 13 giugno 2022   | In carica         | Giuseppe Ferrarello       | lista civica         | Sindaco             | [ 32 ] |

### Gemellaggi
- Palazzolo Acreide[33]
- Pianezza

## Infrastrutture e trasporti
Il comune è interessato dalle seguenti direttrici stradali:
- strada statale 120 dell'Etna e delle Madonie
- Strada Provinciale 14

## Media

### Radio
- Radio Farfalla (emittente non più attiva)

## Sport
Ha sede nel comune la società di calcio l'A.S.D. Gangi, attualmente militante nel campionato di Prima Categoria, frutto della fusione di due precedenti società locali: il Gangi Calcio e l'A.S.D. Città di Gangi. L'US Gangi, militò per diverse stagioni nel campionato interregionale, mancando la promozione in Serie C2 solo a causa di una sconfitta nello storico spareggio della stagione 1990-1991.

## Filmografia
- Il prefetto di ferro